# Ossenreyerstraße 8–12 (Stralsund)

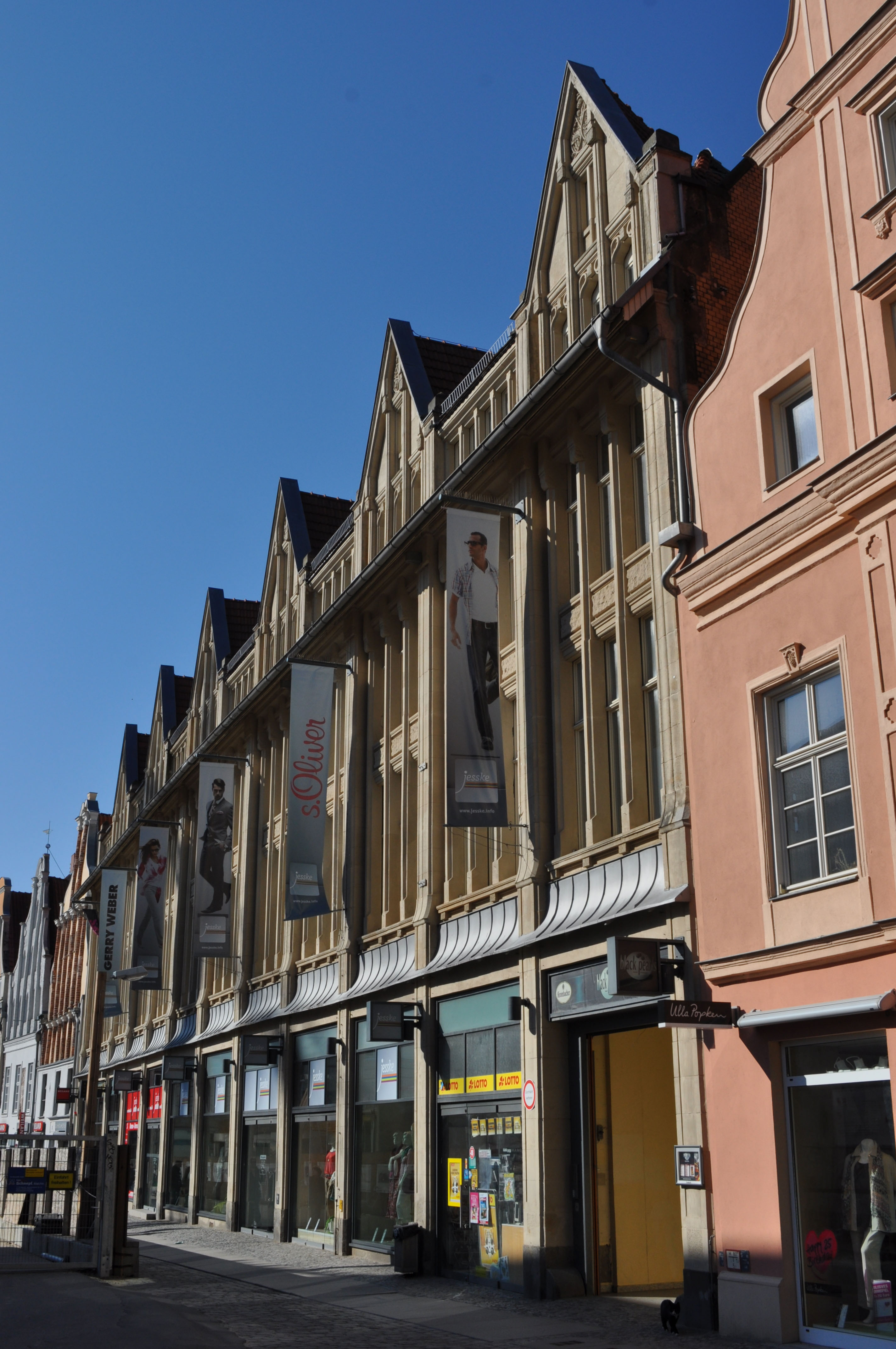
Das Gebäude Ossenreyerstraße 8–12 in Stralsund, rechts im Bild Ossenreyerstraße 7 (2012)

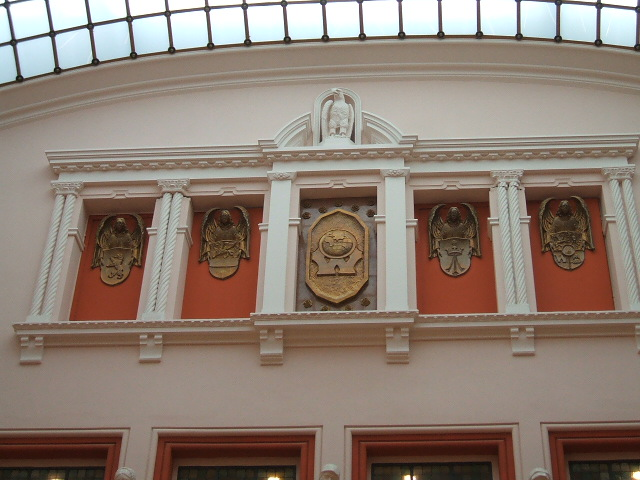
Wandnischen im Lichthof (2006)

Das Gebäude Ossenreyerstraße 8–12 ist ein unter Denkmalschutz stehendes ehemaliges Warenhaus in der Ossenreyerstraße im Stadtgebiet Altstadt von Stralsund, das als Warenhaus Wertheim errichtet und später als Konsument-Warenhaus betrieben wurde. Das 1903 eröffnete und 1928 erweiterte Gebäude ist ein bedeutendes Zeugnis der Warenhaus-Architektur vor dem Ersten Weltkrieg.

## Beschreibung
Der breitgelagerte zwölfachsige Baukörper ist in eine Blockrandbebauung eingefügt. Im Gegensatz zu den umliegenden Giebelhäusern ist das dreigeschossige Gebäude traufständig. Die Traufständigkeit wird durch große Giebel in der Flucht der Fassade, die das Dach in jeder zweiten Achse durchbrechen, aufgelockert. Die mit gelbem Sandstein verkleidete Fassade des Stahlskelettbaus ist einheitlich gestaltet und weist eine starke vertikale Gliederung sowie Elemente des Historismus und des Jugendstils auf.
Die sieben rechten Achsen wurden 1902 bis 1903 errichtet, die fünf linken Achsen stammen von einer Erweiterung von 1927 bis 1928. Bei dieser Erweiterung wurde das Gestaltungssystem des Altbaus unverändert kopiert, es wurde ein neuer Eingangsbereich und ein zweiter Lichthof geschaffen. Dieser Lichthof ist mit Figurenschmuck, dem Wertheim-Logo und dem Stralsunder Wappen dekoriert.
Zwei Achsenvarianten wechseln sich nach dem System a-b-a ab, wobei ein Unterschied zwischen den Achsen nur in der Dachzone besteht. Massive Pfeiler reichen vom Erdgeschoss bis an die Oberkante des Gebäudes, wo sie das Dach durchbrechen und mit schlichten Fialen enden. Zwischen die Pfeiler sind im ersten und zweiten Obergeschoss je drei Fensterbahnen eingespannt, während das Erdgeschoss mit Schaufenstern versehen ist. Die Pfeiler ragen in der Höhe eines Geschosses aus dem Dach heraus, in jeder zweiter Achse ist über den Pfeilern ein Dreiecksgiebel angebracht, während in den anderen Achsen die Pfeiler durch Schleppgauben verbunden werden. Zwischen Erd- und Obergeschoss ragt ein konkav geschüsseltes Vordach aus der Fassade leicht über die Pfeiler hervor. Erstes und zweites Obergeschoss sind durch steinerne Brüstungen abgegrenzt, die hinter der Flucht der Pfeiler der Fensterbahnen liegen.

## Geschichte
Nach einem ersten erfolglosen Versuch 1852 gründete Abraham Wertheim mit seinen Söhnen Hugo Wertheim und Georg Wertheim um 1875 ein kleines Geschäft in Stralsund an der Mühlenstraße, 1880 ein größeres Geschäft. Als Wertheim bereits zu einem bedeutenden Warenhauskonzern aufgestiegen war, wurde auch in Stralsund ein Neubau auf dem Grundstück Ossenreyerstraße 8–10 geplant, der am 5. Dezember 1903 eröffnete. Im Sommer 1928 konnte die südliche Erweiterung auf dem Grundstück Ossenreyerstraße 11–12 eröffnen. Für beide Neubauten waren bestehende Giebelhäuser abgerissen worden.

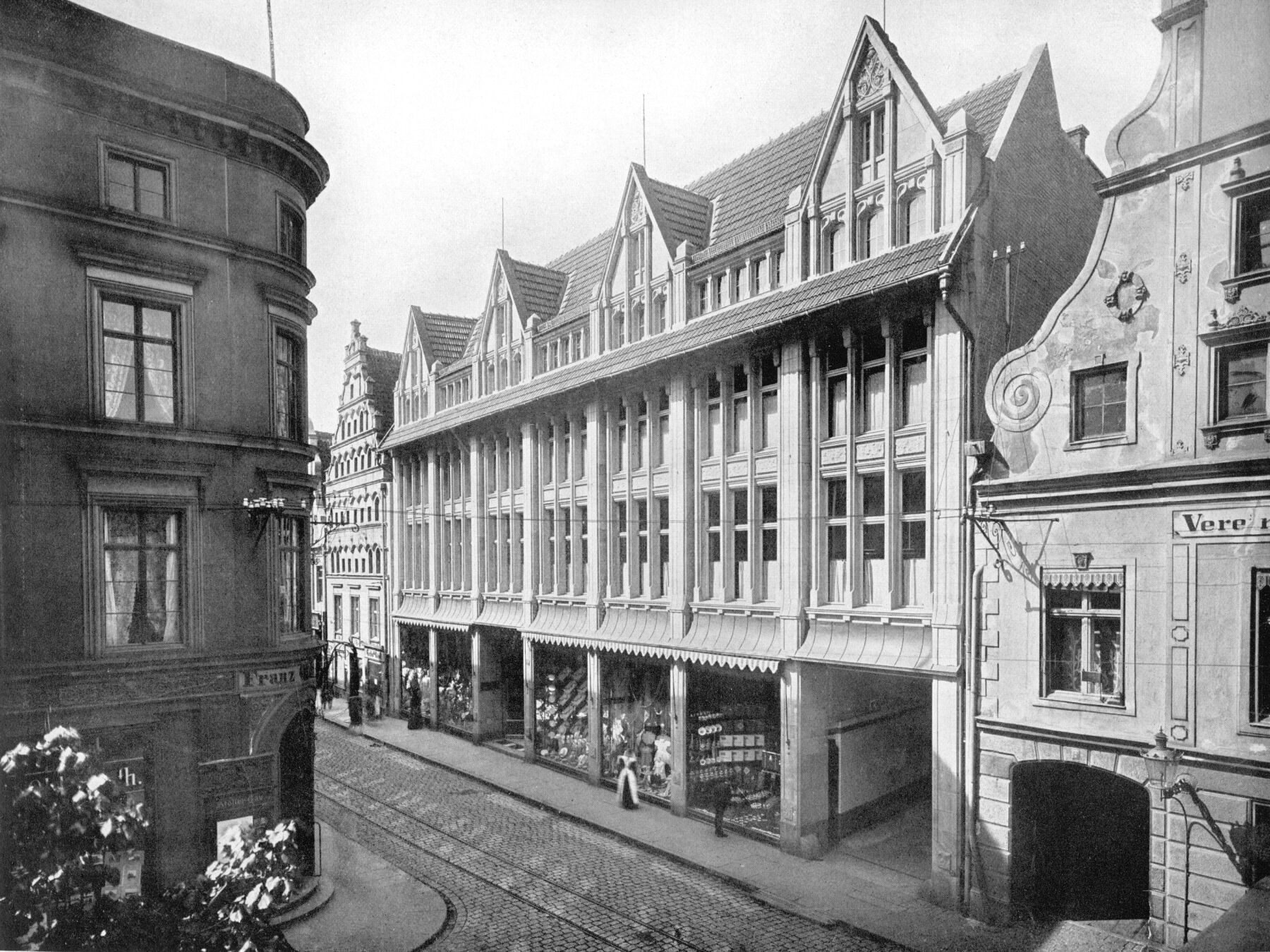
Warenhaus Wertheim, Ossenreyerstr. 8–10 (um 1910)

In Folge der Machtergreifung der Nationalsozialisten wurde die Firma Wertheim im Jahr 1937 enteignet, das Kaufhaus gehörte fortan zur Allgemeinen Warenhaus Gesellschaft AG (AWAG).
Nach dem Ende des Zweiten Weltkriegs wurde das Haus durch die sowjetische Besatzungsmacht übernommen und später, in der DDR, zu Volkseigentum. Das Kaufhaus gehörte ab 1949 zur Handelsvereinigung Konsum. Ab Januar 1966 wurde es als Teil des zentralen Handelsunternehmens Konsument unter dem Namen Konsument-Warenhaus betrieben.
Seit 1990 waren in dem Komplex mehrere Geschäfte ansässig. Das Kaufhaus wurde zunächst von der Horten AG weiter betrieben, stand dann lange Zeit leer, bis es im Jahr 2002 wiedereröffnet wurde. Mieter waren fortan Oviesse sowie Olymp & Hades, zu deren Geschäft auch der historische Lichthof gehört. Nach der Schließung von Oviesse war von 2008 bis 2023 das Modehaus Jesske Mieter des südlichen Teils, anschließend wurde Netto Marken-Discount neuer Mieter. Geplant ist auch die Eröffnung eines Hotels.

## Denkmalschutz
Das Haus liegt im Kerngebiet des von der UNESCO als Weltkulturerbe anerkannten Kulturgutes „Historische Altstädte Stralsund und Wismar“. In die Liste der Baudenkmale in Stralsund ist es mit der Nummer 622 als Warenhaus eingetragen.